# Henry Fitzroy, 1. Duke of Richmond and Somerset

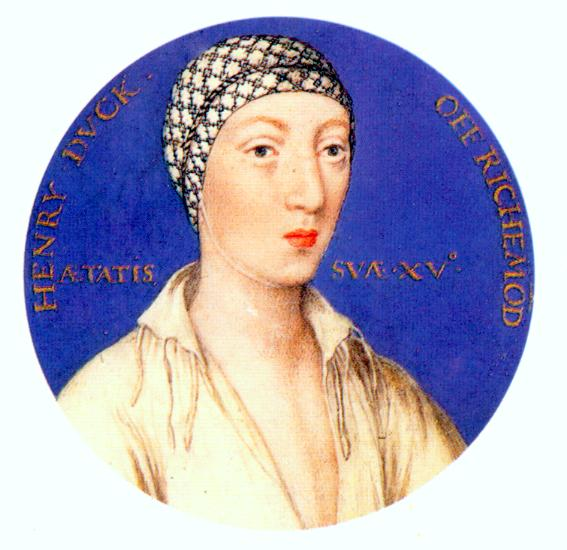
Porträt von Henry Fitzroy im Alter von 15 Jahren

Henry Fitzroy, 1. Duke of Richmond and Somerset (* 15. Juni 1519 in Blackmore, Essex; † 23. Juli 1536 in London), war der illegitime Sohn von Heinrich VIII. mit seiner Geliebten Elizabeth Blount. Es war der einzige außereheliche Nachwuchs, den Heinrich VIII. offiziell anerkannte. Von seinem Vater vielgeliebt und mit königlichen Würden überhäuft, gab es während seiner Lebenszeit den Gedanken, er könnte eines Tages der nächste König von England werden, bevor ihn ein früher Tod im Alter von nur 17 Jahren ereilte.

## Leben

### Bedeutung seiner Geburt

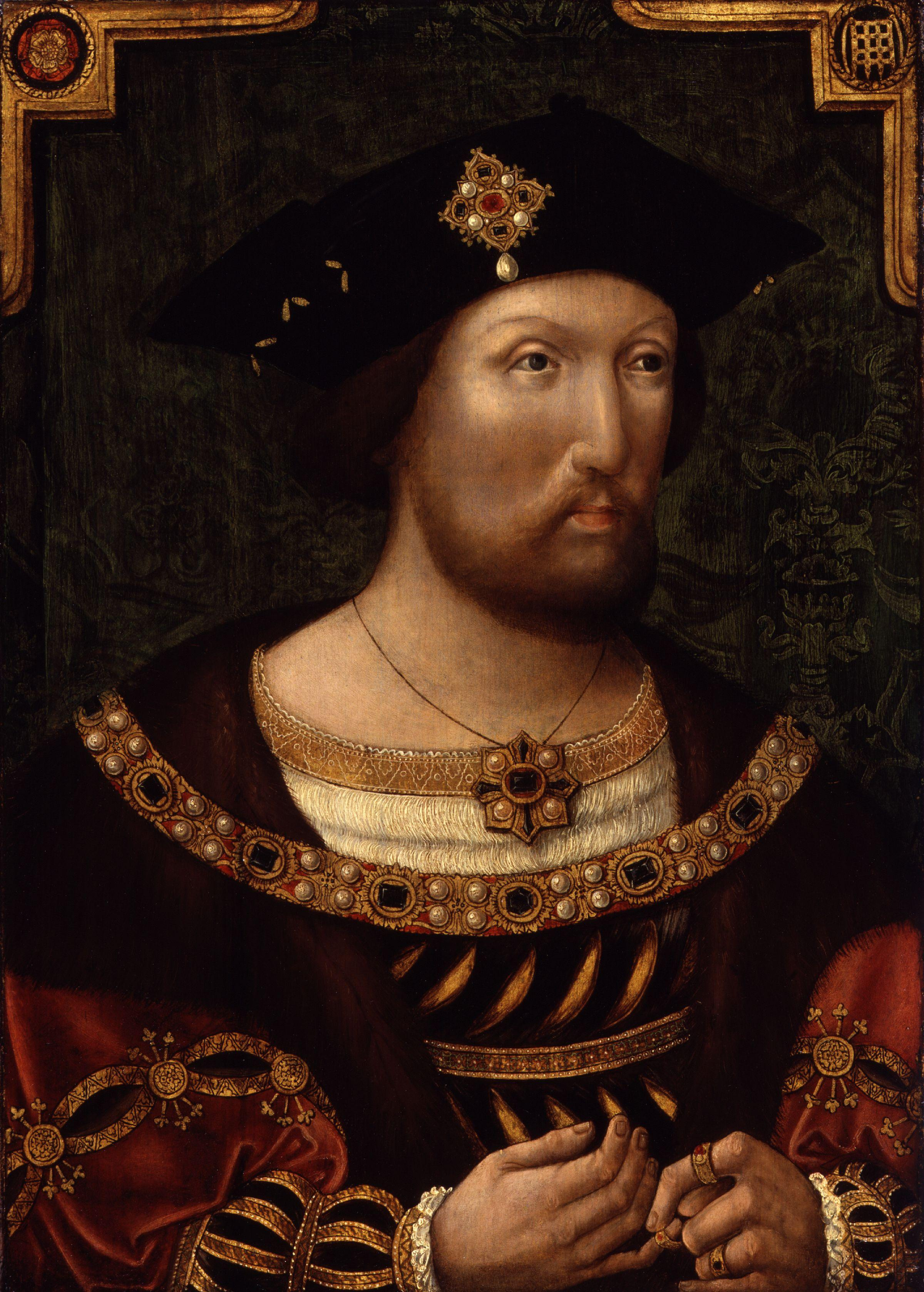
König Heinrich VIII., um 1520

Als Henry Fitzroy geboren wurde, war sein Vater, König Heinrich VIII., seit zehn Jahren mit seiner Königin Katharina von Aragon verheiratet. Trotz mindestens sechs Schwangerschaften der Königin hatte aber nur ein einziges Kind, Prinzessin Maria, die ersten Wochen des Lebens überstanden und der König wartete sehnsüchtig darauf, dass doch noch ein männlicher Thronerbe geboren werden würde. Henry Fitzroys Geburt bestätigte ihm, dass er zumindest fähig war, gesunde Söhne zu zeugen. Hocherfreut soll er angeblich ein rauschendes Fest anlässlich der Geburt seines Sohnes gefeiert haben und gab ihm den Nachnamen Fitzroy – Sohn des Königs.
Henry Fitzroys Taufpate war der Kardinal Thomas Wolsey, Vertrauter und gleichzeitig wichtigster Minister des englischen Königs. In seinem Haushalt wuchs der Junge zunächst auch auf. Die Affäre zwischen seiner Mutter und dem englischen König scheint nicht lange über die Geburt von Henry Fitzroy hinaus bestanden zu haben. Sie wurde 1522 mit Wolseys Hilfe mit Gilbert Tailboys verheiratet, der eine Reihe von Auszeichnungen durch den englischen König erhielt und später zum Baron erhoben wurde. Der König hatte zu diesem Zeitpunkt bereits eine neue Mätresse, Mary Boleyn.

### Erhebung zum Duke und Thronfolgefrage
Nachdem sein Vater ihn im April 1525 bereits als Ritter in den Hosenbandorden aufgenommen hatte, wurde Fitzroy kurz nach seinem sechsten Geburtstag, am 18. Juni 1525, in einer feierlichen Zeremonie zum Earl of Nottingham und anschließend zum Duke of Richmond und Somerset erhoben. Diese Titel waren allesamt mit der königlichen Familie verknüpft (Richmond war der Titel, den Heinrich VII., Fitzroys Großvater, vor seiner Krönung getragen hatte). Fitzroy erhielt damit Vorrang vor allen anderen Untertanen, außer einem legitim geborenen Sohn.

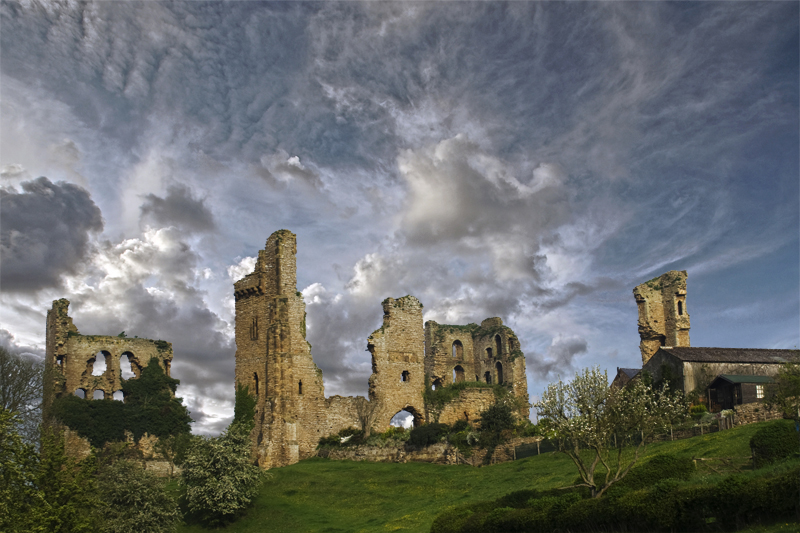
Sheriff Hutton Castle

Außerdem wurden dem Jungen u. a. die Ämter des Lord Admiral von England, des Lieutenant-General north of the Trent und des Warden-General of the Marches against Scotland gegeben. Eine solche Ansammlung an Titeln und Ämtern war nie zuvor einem englischen Untertanen gegeben worden, schon gar nicht einem Kind. Zudem wurde für Fitzroy ein eigener Haushalt mit einem Rat und allen wichtigen Haushaltsoffizieren in Sheriff Hutton Castle in Yorkshire eingerichtet, wo er nomineller Kopf einer Regionalregierung für den Norden sein sollte. Dies gab Fitzroy dieselbe symbolische Bedeutung wie einem legitimen Prinzen, denn königliche Kinder wurden oft als nominelle Regionalherrscher an die Grenzen des Reiches geschickt.

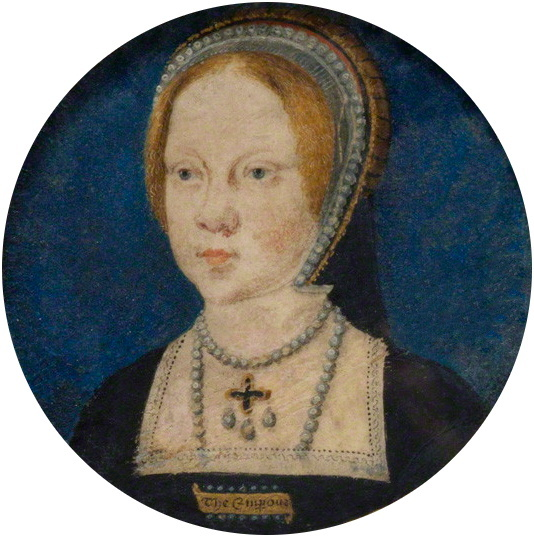
Henry Fitzroys Halbschwester, Maria Tudor, ca. 1520–25

Die Implikation dieser Erhebung seines Sohnes war deutlich. Der König hatte auch nach 16 Jahren Ehe keinen legitimen Sohn und dies würde so bleiben, denn die mittlerweile 40-jährige Königin war nicht mehr im gebärfähigen Alter. Die Königin, deren Mutter Isabella I. selbst legitime Herrscherin Kastiliens gewesen war, sah kein Problem in einer weiblichen Thronfolge und bereitete ihre Tochter Maria als Thronfolgerin vor. Doch der König befürchtete, wie viele seiner Untertanen, dass eine Königin Maria England zwangsläufig zu einem Vasallenstaat ihres Mannes machen würde, sobald sie heiratete.
Mit Fitzroys Erhebung schien es also, als würde der König seinen Bastardsohn als zukünftigen König vorbereiten und die Königin machte ihr Missfallen deutlich. Im Monat darauf wurde Prinzessin Maria ebenfalls mit einem eigenen großen Haushalt ausgestattet und als nominelle Regentin nach Ludlow Castle in Wales geschickt, wie es traditionell Sitte für den Thronfolger war.
Der König konnte sich offenbar nicht zwischen seinem illegitimen Sohn und seiner legitimen Tochter entscheiden.

### Ehe

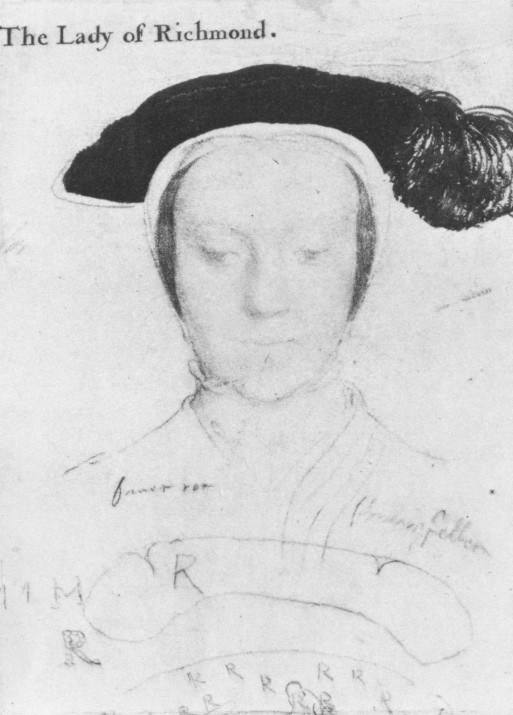
Lady Mary Howard, Skizze für ein Porträt von Hans Holbein

Bereits in seiner Kindheit waren immer wieder mögliche Ehen für Henry Fitzroy in Betracht gezogen worden, u. a. mit einer spanischen Prinzessin. Wenn auch illegitim, stellte er als Sohn des Königs von England und möglicher Thronfolger eine wertvolle Figur auf dem Feld der Ehepolitik Europas dar, was auch ausländische Beobachter erkannten. Schließlich war er „bereits so ausgestattet, Staat zu halten wie ein großer Fürst und könnte leicht durch den König zu noch höheren Dingen erhoben werden“. Kurzfristig schlug der päpstliche Gesandte Campeggio sogar vor, einen Dispens auszustellen, der es erlaubte ihn mit seiner Schwester Maria zu verheiraten, um das englische Thronfolgeproblem zu lösen und den König von seinen Scheidungsabsichten abzulenken.
Die Ehe, die der 15-jährige Fitzroy schließlich einging, war daher überraschend, denn seine Braut war keine ausländische Prinzessin, sondern Lady Mary Howard, die älteste Tochter von Thomas Howard, 3. Duke of Norfolk. Die Ehe war eines der ambitionierten Heiratsprojekte, mit denen der Duke of Norfolk den Einfluss der Howards stärken wollte, und war von Königin Anne Boleyn, Norfolks Nichte und Marys Cousine, so erfolgreich beim König beworben worden, dass dieser keine Mitgift der Braut verlangte.
Anscheinend wurde die Ehe allerdings nicht vollzogen, denn nach Fitzroys Tod, zwei Jahre später, hatte Mary große Probleme, den Anspruch auf ihre Witwenrente geltend zu machen.

## Tod
Die erfolgversprechende Karriere von Henry Fitzroy nahm ein Ende, als er am 23. Juli 1536, nur wenige Wochen nach seinem 17. Geburtstag, im St James’s Palace in London starb. Schon seit einiger Zeit war bekannt gewesen, dass er krank war, und die Ärzte hatten ihn als „schwindsüchtig und unheilbar“ diagnostiziert. Es kann sich aber auch um eine andere ernsthafte Lungenerkrankung gehandelt haben.
Moderne Biografen halten auch einen Giftanschlag auf den Königssohn für nicht ausgeschlossen. Als Grund nimmt etwa die Catherine-Howard-Biografin Joanna Denny an, dass Henry Fitzroy einen militärischen Aufstand gegen seinen Vater plante.

## Fiktionale Darstellung
Die kanadische Fantasy-Autorin Tanya Huff baute Henry Fitzroy in ihre Blood...-Bücherreihe ein: Henry Fitzroy ließ sich darin aus freiem Willen von seiner Geliebten, einer Vampirin, verwandeln. Die Handlung der Buchserie ist die Gegenwart, Bezüge zu den historischen Ereignissen oder Personen werden jedoch gelegentlich gegeben. Aufbauend auf dieser Buchreihe, kommt Henry Fitzroy auch als Charakter in der kanadischen Serie Blood Ties vor.
In der Fernsehserie Die Tudors taucht Henry Fitzroy ebenfalls auf, stirbt dort aber bereits als Dreijähriger an der Schweißkrankheit.